# اندرو گرانویل
اندرو گرانویل (انگلیسی: Andrew Granville؛ زادهٔ ۷ سپتامبر ۱۹۶۲ (۶۲ سال) دانشمند در زمینه نظریه اعداد اهل کانادا است.